# Moschellandsbergit
Moschellandsbergit, auch kurz Landsbergit genannt oder als γ-Amalgam bezeichnet, ist ein selten vorkommendes Mineral aus der Mineralklasse der Elemente, genauer eine natürliche Legierung aus etwa 26 bis 27 % Silber und 74 bis 73 % Quecksilber. Es kristallisiert im kubischen Kristallsystem mit der chemischen Zusammensetzung Ag2Hg3 und entwickelt undurchsichtige und meist flächenreiche, dodekaedrische Kristalle, aber auch körnige bis massige Mineral-Aggregate von silberweißer Farbe und stark metallischem Glanz.

## Besondere Eigenschaften
Vor dem Lötrohr schmilzt Moschellandsbergit und bildet ein Silberkorn.

## Etymologie und Geschichte
Erstmals urkundlich erwähnt wird der Abbau von Silber und Quecksilber am Moschellandsberg bei Obermoschel im Jahr 1442. Bei dem damals beschriebenen Hartsilber handelt es sich sehr wahrscheinlich um Moschellandsbergit, das ein sprödes Mineral ist. Gültig (nach IMA) beschrieben und nach dem ersten Fundort Moschellandsberg benannt wird Landsbergit erst 1938 durch Berman und Harcourt.

## Klassifikation
In der mittlerweile veralteten, aber noch gebräuchlichen Systematik der Minerale nach Strunz (8. Auflage) gehörte der Moschellandsbergit zur Abteilung der „Metalle, Legierungen und Intermetallischen Verbindungen“, wo er zusammen mit Belendorffit, Bleiamalgam, Eugenit, Goldamalgam, Kolymit, Luanheit, Paraschachnerit, Potarit, Quecksilber, Schachnerit und Weishanit die „Quecksilber-Amalgam-Reihe“ mit der System-Nr. I/A.02 bildete.
Die seit 2001 gültige und von der International Mineralogical Association (IMA) verwendete 9. Auflage der Strunz’schen Mineralsystematik ordnet den Moschellandsbergit ebenfalls in die Abteilung der „Metalle und intermetallische Verbindungen“ ein. Diese ist allerdings weiter unterteilt nach den in der Verbindung vorherrschenden und zu Familien zusammengefassten Metallen, so dass das Mineral entsprechend seiner Zusammensetzung in der Unterabteilung „Quecksilber-Amalgam-Familie“ zu finden ist, wo es nur noch zusammen mit Eugenit, Luanheit, Moschellandsbergit, Paraschachnerit und Schachnerit die unbenannte Gruppe 1.AD.15 bildet.
Auch die im englischen Sprachraum gebräuchliche Systematik der Minerale nach Dana ordnet den Moschellandsbergit in die Klasse der Elemente, dort allerdings in die Abteilung der „Metallischen Elemente außer der Platingruppe“, wo er zusammen mit Schachnerit, Paraschachnerit, Luanheit, Eugenit und Weishanit die Unterabteilung der Silberamalgam-Legierungen bildet.

## Bildung und Fundorte
Moschellandsbergit ist ein hydrothermales Mineral, dass sich zumeist mit Cinnabarit (Zinnober), Tetraedrit und Pyrit in niedriggradigen Lagerstätten findet.
Neben seiner Typlokalität Moschellandsberg (Gruben Carolina und „Vertrauen auf Gott“) wurde das Mineral in Deutschland noch am Königsberg, der Grube „Frischer Mut“ bei Stahlberg, der Grube Friedrichssegen bei Frücht und im „Daimbacher Hof“ (ehemals „Alte Grube“ in Daimbach) bei Mörsfeld in Rheinland-Pfalz gefunden.
Weltweit konnte Moschellandsbergit bisher an 20 Fundorten nachgewiesen werden (Stand: 2010), so auch in der „Les Chalanches Mine“ bei Allemont im französischen Département Isère, der „Yamagano Mine“ auf der japanischen Insel Kyūshū, Schwarzleo in Österreich, in den ostsibirischen Regionen von Russland, Sala in Schweden, Brezina in der Slowakei, Radnice in Tschechien, der „Adolf Mine“ bei Rudabánya in Ungarn sowie in mehreren Regionen von Nevada in den Vereinigten Staaten.

## Kristallstruktur
Moschellandsbergit kristallisiert kubisch in der Raumgruppe I23 (Raumgruppen-Nr. 197) mit dem Gitterparameter a = 10,05 Å sowie 4 Formeleinheiten pro Elementarzelle. Seine Struktur entspricht der von γ-Messing.